# 采尔贝格
采尔贝格是奥地利蒂罗尔州施瓦茨县的一个市镇。总面积12.13平方公里，总人口656人，人口密度54.1人/平方公里（2005年）。